# Live Aid

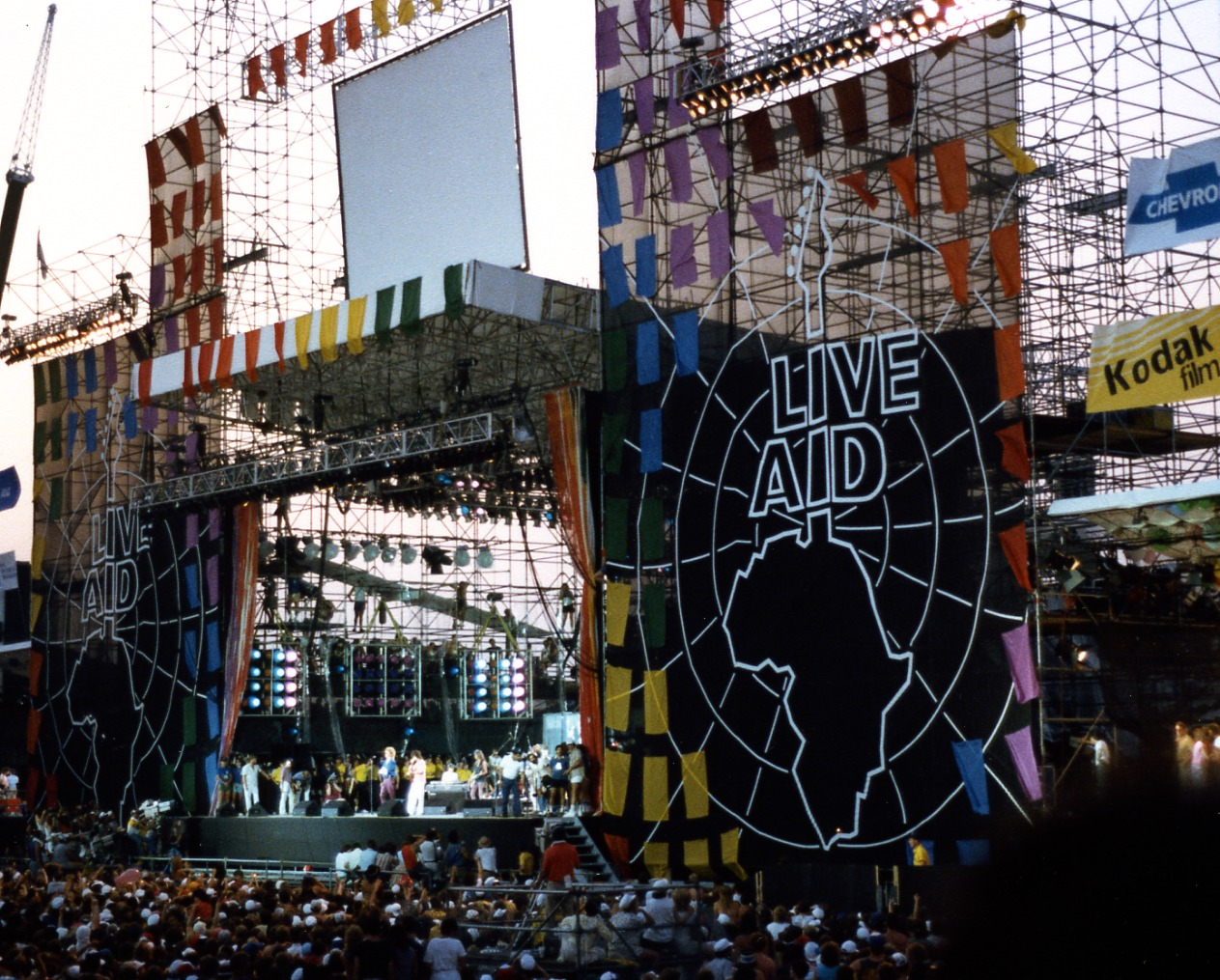
Die Live-Aid-Bühne in Philadelphia

Live Aid war ein Wohltätigkeitskonzert, das am 13. Juli 1985 zu Gunsten Afrikas stattfand. Es wurde maßgeblich von den Musikern Bob Geldof und Midge Ure aus Anlass der damals akuten Hungersnot in Äthiopien organisiert. Es war die Fortführung des Band-Aid-Projekts, das Geldof zuvor organisiert hatte. Darauf folgten noch Band-Aid-II (1989) und Band Aid 20 (2004). Live Aid war das bis dahin größte Rockkonzert der Geschichte. Es fand parallel im Londoner Wembley-Stadion (Untertitel Feed the World) und im John F. Kennedy Stadium in Philadelphia statt. Der Vorschlag für dieses Konzert stammte von Boy George, der dann mit seiner Band Culture Club trotz Einladung nicht teilnahm.

## Ablauf
Auf den beiden Bühnen in London und Philadelphia traten abwechselnd für mehr als 16 Stunden die meisten der internationalen Topstars der damaligen Musikszene auf. (Michael Jackson, Bruce Springsteen und Prince nahmen nicht teil)
Teilnehmer waren u. a.:
- Bryan Adams
- The Beach Boys
- David Bowie
- Eric Clapton
- Phil Collins
- Dire Straits
- Duran Duran
- Bob Dylan
- Bryan Ferry
- Mick Jagger
- Elton John
- Judas Priest
- Madonna
- Paul McCartney
- Queen
- Sade
- Santana
- Simple Minds
- Status Quo
- Tina Turner
- The Who
- U2
- Neil Young

Besonderen Stellenwert bekam das Event noch zusätzlich durch Auftritte mehrerer Bands, die sich eigens für diesen Anlass wiedervereinigt hatten. Das gilt im Besonderen für Led Zeppelin – nach dem Tod des Schlagzeugers John Bonham 1980 aufgelöst und daher nun offiziell nur unter dem Namen „Plant, Page and Jones“ auftretend, mit Phil Collins und Tony Thompson (Chic) am Schlagzeug –, The Who – seit 1982 nicht mehr gemeinsam aufgetreten –, Crosby, Stills, Nash & Young, die seit 1974 nicht mehr zu viert gespielt hatten, Status Quo, die nach ihrem Abschiedskonzert ein Jahr zuvor keine Konzerte mehr geben wollten, und Black Sabbath, zum ersten Mal seit 1979 wieder mit Ozzy Osbourne als Sänger. Die Auftritte von Led Zeppelin und The Who standen dabei allerdings unter keinem guten Stern. Beide Gruppen waren hörbar unterprobt (Led Zeppelin verweigerte die Zustimmung zur Veröffentlichung auf der DVD), und während des Auftrittes von The Who brach die weltweite Satellitenübertragung zusammen.
Phil Collins war der einzige Künstler, der auf beiden Konzerten auftrat. Nach seinem Auftritt im Wembley-Stadion flog er mit der Concorde nach Philadelphia und spielte dort unter anderem mit Led Zeppelin und Eric Clapton.
Der etwa 20-minütige Auftritt von Queen gilt auch heute noch nicht nur als ein Höhepunkt des Konzerts, sondern oft als bester Live-Auftritt.
Das Konzert wurde weltweit per Satellit im Fernsehen und im Hörfunk übertragen und erreichte fast 1,5 Milliarden Menschen. In den USA sicherte sich der damals noch junge Musiksender MTV die Übertragungsrechte. In der Bundesrepublik Deutschland wurde das Konzert in voller Länge in allen dritten Fernsehprogrammen übertragen. Parallel dazu erfolgte die Ausstrahlung unter der Federführung von NDR 2 in den Hörfunkprogrammen der ARD.
Der Erlös der weltweiten Spendenaufrufe von ca. 200 Millionen DM (entsprächen heute 218 Millionen Euro) kam der Hungerhilfe in Afrika zugute. Am 9. November 2004 wurde ein DVD-Set von diesem Konzert mit etwa 10 Stunden Spieldauer veröffentlicht. Die Erlöse daraus sollen ebenfalls in die Hunger-Hilfe für Afrika fließen. Die Gelder flossen vor allem an die Organisationen UNICEF, Brot für die Welt und Band Aid Trust.
Am 2. Juli 2005 veranstaltete Geldof anlässlich der Konferenz der G8 in Edinburgh eine Fortsetzung der Live-Aid-Konzerte unter dem neuen Namen Live 8. Diesmal wurden keine Spenden gesammelt, sondern Unterschriften, die die Entscheidungsträger der G8-Staaten zur Erhöhung der Entwicklungshilfe und einen Schuldenerlass für Afrika veranlassen sollten. Höhepunkt war 2005 die einmalige Reunion von Pink Floyd in der klassischen Besetzung mit Roger Waters.

### Nicht erfolgte Auftritte
Andere erwartete bzw. erhoffte Reunions kamen nicht zustande. So spielte Sting alleine ein Police-Set, Mick Jagger trat solo ohne die ebenfalls anwesenden Keith Richards und Ron Wood auf; diese beiden spielten zu dritt gemeinsam mit Bob Dylan. George Harrison, Ringo Starr und Julian Lennon wollten eine mögliche Beatles-Wiedervereinigung vermeiden.
Trotz seiner enormen weltweiten Popularität im Jahr 1985 verzichtete Bruce Springsteen auf einen Auftritt bei Live Aid. Springsteen bedauerte später, Geldofs Einladung abgelehnt zu haben. Er habe „einfach nicht gewusst, wie groß das Ganze werden würde“ und bedauerte, nicht zumindest ein Akustik-Set gespielt zu haben. Während der MTV-Übertragung behauptete Moderatorin Martha Quinn wiederholt und fälschlicherweise, Springsteen würde tatsächlich auftreten.
Auch Michael Jackson lehnte einen Auftritt ab. Sein Presseagent Norman Winter veröffentlichte eine Erklärung, in der es hieß, Jackson arbeite „rund um die Uhr im Studio an einem Projekt, dem er sich intensiv verschrieben hat“ und habe daher nicht genügend Zeit für Proben und Auftritte bei Live Aid. Winter fügte hinzu: „Michael lebt praktisch im Studio, probt und nimmt auf. Ich weiß, was könnte wichtiger sein als Live Aid, aber Michael konnte sich seiner Verantwortung gegenüber den Leuten, mit denen er arbeitet, nicht entziehen. Das beeinträchtigte die Arbeitswelt vieler Menschen.“
Prince lehnte es ebenfalls ab, aufzutreten, schickte aber ein vorab aufgezeichnetes Video einer Akustikversion  seines Liedes 4 the Tears in Your Eyes, das während des Konzerts in Philadelphia gespielt wurde.
Boy George und seine Band Culture Club verzichteten auf die Teilnahme am Konzert, da George befürchtete, dass Culture Club den Erwartungen an einen Auftritt vor zwei Milliarden Menschen nicht gerecht werden würde, zudem missfiel ihm das seiner Ansicht nach selbstgefällige Gehabe der anderen Teilnehmer. In seiner Autobiografie Take It Like a Man schrieb er, die übrigen Bandmitglieder vom Culture Club seien deswegen wütend auf ihn gewesen, weil er „ihre Chance auf einen Platz in der Geschichte ruiniert“ habe.
Huey Lewis & the News sollten eigentlich in Philadelphia spielen und waren bereits in einigen Ankündigungen im Fernsehen zu sehen, entschieden sich aber am 28. Juni zum Rückzug, da Bedenken bestanden, dass die bisher durch die Hilfsmaßnahmen gesammelten Gelder nicht die Empfänger erreicht hatten. „Es war eine sehr schwere Entscheidung“, sagte Huey Lewis dem Rolling Stone. „Nachdem wir die USA for Africa-Aktion durchgeführt hatten, dachten wir, wir sollten abwarten und das Ganze beobachten. Es ist ratsam, erst einmal zu sehen, wie sich das Geld in Nahrungsmittel für die Menschen umsetzt, bevor wir eine weitere Aktion starten.“ Harry Belafonte, der das Projekt USA for Africa organisiert hatte, reagierte harsch und nannte Lewis’ Skepsis „störend und spaltend“. Er war selbst erst kürzlich von einer Afrikareise zurückgekehrt, um sich anzusehen, wie das Geld bisher ausgegeben worden war, und schlug Lewis vor, dasselbe zu tun. „Dass er sich hier zurücklehnt und Informationen auf der Grundlage von Hörensagen verbreitet, ist unfair gegenüber seinen Kollegen und sehr unfair gegenüber den Opfern.“
Eurythmics mussten ihren geplanten Auftritt in London absagen, da sich Sängerin Annie Lennox von einer schweren Halsentzündung erholen musste.
Cliff Richard erklärte später, er habe nicht bei Live Aid auftreten können, da er bereits für ein Gospel-Benefizkonzert am selben Tag in Birmingham zugesagt hatte.
Die damals wiedervereinigten Deep Purple konnten nicht in London auftreten, da sie am selben Tag einen Konzertauftritt in der Schweiz wahrnehmen mussten, wollten sich aber per Satellit aus der Schweiz live von diesem Konzert zuschalten und ein Lied spielen. Letztendlich wurden diese Pläne jedoch verworfen, da Gitarrist Ritchie Blackmore die Teilnahme verweigerte und den anderen Mitgliedern drohte, die Band wieder zu verlassen.
Marillion, die im Sommer 1985 mit ihrem Album Misplaced Childhood und der Single Kayleigh europaweit ganz oben in den Charts standen, verpassten eine Einladung zu einem Auftritt London, weil ihr Manager ihre Mitwirkung für nicht lohnenswert hielt. Sänger Fish wurde mit den Worten zitiert: „Bei der Planung des Konzerts wurden wir übergangen.“
Ali Campbell, der Sänger von UB40, gab an, dass seine Band von Geldof bei der Planung der Musikgruppen für den britischen Teil der Veranstaltung ebenfalls ignoriert wurde: „Wir wurden nicht zu Live Aid eingeladen, weil Onkel Bob unsere Musik nicht mochte. Es war ein tolles Ereignis, aber ich fand es etwas fragwürdig, keine schwarzen Bands auf dem Programm zu haben, wenn es um Spenden für Afrika ging.“
Roger Waters, der ehemalige Bassist und Sänger von Pink Floyd, erklärte sich bereit, aufzutreten, die Veranstalter machten dies jedoch von einer Reunion von Pink Floyd abhängig, was Waters jedoch ablehnte. Er war dennoch vor Ort und gab in einer der Auftrittspausen des Konzerts im Backstage-Bereich des Wembley-Stadions ein Fernsehinterview. Waters’ ehemaliger Bandkollege David Gilmour spielte unterdessen in der Band von Bryan Ferry als Gitarrist. Pink Floyd kamen schließlich 2005 für einen Reunion-Auftritt beim Live-Aid-Nachfolger Live 8 wieder mit Waters zusammen.
Billy Joel zeigte sich Geldof gegenüber einem Auftritt in Philadelphia durchaus aufgeschlossen, war allerdings nicht in der Lage, eine Begleitband zu organisieren und traute sich selbst keinen Solo-Auftritt am Klavier zu.
Tears for Fears verpassten ihren geplanten Auftritt in Philadelphia, da sie aufgrund von Visa-Problemen nicht rechtzeitig in die Vereinigten Staaten einreisen konnten. Im dadurch frei gewordenen Slot sprang kurzfristig George Thorogood ein.
Weitere Bands wie Foreigner oder Yes, die sich zu einem Auftritt in Philadelphia bereit erklärten, wurden von Promoter Bill Graham mit der Begründung abgelehnt, dass kein Zeitfenster für einen Auftritt mehr frei gewesen sei.

## Kritik
Bereits früh wurde unterstellt, es sei vielen Künstlern eher um Öffentlichkeitsarbeit in eigener Sache statt um Hilfe für Afrika gegangen. Zudem wurde teils bemängelt, dass keine langfristige, strukturell nachhaltige Hilfe geleistet und die Ursachen des Hungers nicht bekämpft worden seien.
Im Juli 1986 bemängelte die britische Musikzeitschrift Spin, dass ein Großteil der Gelder v. a. dem Budget des äthiopischen Diktators Mengistu Haile Mariam sowie seiner Armee zugutegekommen sei, wodurch es dieser u. a. möglich gewesen sei, die größte und am besten ausgestattete Armee in Subsahara-Afrika zu werden. Infolge des Artikels drohten mehrere Werbekunden der Musikindustrie, ihre Werbung in Spin einzustellen, und das Wallstreet Journal lobte die investigative Berichterstattung der Reporter.
Im März 2010 behauptete der BBC-Journalist Martin Plaut, dass die mit der Verwendung des Geldes betrauten Nichtregierungsorganisationen getäuscht und etwa 95 Millionen Dollar der eingenommenen Spendengelder in Wahrheit an die Volksbefreiungsfront von Tigray weitergegeben worden seien. Anstatt für Nahrung sollen diese für Waffen und den Aufbau eines marxistischen Parteiflügels verwendet worden sein. Die BBC stützte sich dabei auf Aussagen von Gebremedhin Araya, einem Ex-Mitglied der Volksbefreiungsfront, und Aregawi Berhe, dem ehemaligen Kommandanten. Plaut bezog sich auch auf einen Bericht der CIA.
Geldof bestritt die Vorwürfe in einem Interview mit der BBC.
Am 4. November 2010 entschuldigte sich diese bei ihm für den „irreführenden und unfairen Eindruck“ durch ihre Berichterstattung. Nach einer Untersuchung durch seine Beschwerde-Redaktion gab der Sender bekannt, dass es keine Beweise dafür gebe, dass Geld von Band Aid oder Live Aid veruntreut worden sei. Aussagen in Anspielung darauf wären besser nicht ausgestrahlt worden, hieß es. Geldof sprach von einer „ungewöhnlichen Verletzung“ der BBC-Standards.

## Playlist von „Live Aid“
| - Intro: The Royal Salute (London – Wembley-Stadion) - God Save the Queen - Status Quo - Rockin’ All over the World - Caroline - Don’t Waste My Time - The Style Council - You're the Best Thing - Big Boss Groove - Internationalists - Walls Come Tumbling Down - The Boomtown Rats - I Don’t Like Mondays - Drag Me Down - Rat Trap - Publikum – „For He’s a Jolly Good Fellow“ - Adam Ant - Vive Le Rock - Einspielung aus Australien (Oz for Africa, Sydney Entertainment Center) - Ultravox - Reap the Wild Wind - Dancing with Tears in My Eyes - One Small Day - Vienna - Japanischer Beitrag - Loudness – Gotta Fight - Off Cause – Endless Night - Eikichi Yazawa – Take It Time - Motoharu Sano – Shame - Spandau Ballet - Only When You Leave - Virgin - True - Bernard Watson (Philadelphia – JFK-Stadion) - All I Really Want to Do (ein Song von Boby Dylan) - Interview (eine Eigenkomposition) - Joan Baez - Amazing Grace - We Are the World - Elvis Costello (London – Wembley-Stadion) - All You Need Is Love - Österreichischer Beitrag - Austria für Afrika – Warum - The Hooters (Philadelphia – JFK-Stadion) - And We Danced - All You Zombies - Nik Kershaw (London – Wembley-Stadion) - Wide Boy - Don Quixote - The Riddle - Wouldn’t It Be Good - The Four Tops (Philadelphia – JFK-Stadion) - Shake Me, Wake Me (When It's Over) - Bernadette - Motown Medley - It's the Same Old Song - Reach Out I'll Be There - I Can’t Help Myself (Sugar Pie Honey Bunch) - Niederländischer Beitrag (live vom „JVC North Sea Jazz Festival“) - B. B. King - Why I Sing the Blues - Don't Answer the Door - Rock Me Baby - Billy Ocean (Philadelphia – JFK-Stadion) - Caribbean Queen - Loverboy - Sade (London – Wembley-Stadion) - Why Can't We Live Together - Your Love Is King - Is It a Crime - Black Sabbath (Philadelphia – JFK-Stadion) - Children of the Grave - Iron Man - Paranoid - Jugoslawischer Beitrag - YU Rock Mission – For a Million Year - Run-D.M.C. (Philadelphia – JFK-Stadion) - Jam-Master Jay - King of Rock - Sting und Phil Collins (London – Wembley-Stadion) - Sting - Roxanne - Driven to Tears - Phil Collins - Against All Odds - Sting - Message in a Bottle - Phil Collins - In the Air Tonight - Sting und Phil Collins - Long Long Way to Go - Every Breath You Take - Rick Springfield (Philadelphia – JFK-Stadion) - Love Somebody - State of the Heart - Human Touch - REO Speedwagon - Can't Fight This Feeling - Roll With the Changes (Hintergrundgesang: The Beach Boys) - Howard Jones (London – Wembley-Stadion) - Hide and Seek - Russischer Beitrag - Avtograf - Golovokruzhenie („Vertigo“) - Nam nuzhen mir („We Need Peace“) - Bryan Ferry (London – Wembley-Stadion) - Sensation - Boys and Girls - Slave to Love - Jealous Guy - Crosby, Stills and Nash (Philadelphia – JFK-Stadion) - Southern Cross - Teach Your Children - Suite: Judy Blue Eyes - Deutscher Beitrag (Live in Köln) - Band für Afrika - Nackt im Wind - Judas Priest (Philadelphia – JFK-Stadion) - Living After Midnight - The Green Manalishi - You’ve Got Another Thing Comin’ - Paul Young (London – Wembley-Stadion) - Do They Know It’s Christmas? (Intro) - Come Back and Stay - That's the Way Love Is (mit Alison Moyet) - Every Time You Go Away - Bryan Adams (Philadelphia – JFK-Stadion) - Kids Wanna Rock - Summer of ’69 - Tears Are Not Enough - Cuts Like a Knife - U2 (London – Wembley-Stadion) - Sunday Bloody Sunday - Bad (inkl. Medley aus Satellite of Love, Ruby Tuesday, Sympathy for the Devil und Walk on the Wild Side) - The Beach Boys (Philadelphia – JFK-Stadion) - California Girls - Help Me, Rhonda - Wouldn’t It Be Nice - Good Vibrations - Surfin’ U.S.A. | - Dire Straits (London – Wembley-Stadion) - Money for Nothing (mit Sting) - Sultans of Swing - George Thorogood & The Destroyers (Philadelphia – JFK-Stadion) - Who Do You Love (mit Bo Diddley) - Tuning - The Sky Is Crying - Madison Blues (mit Albert Collins) - Queen (London – Wembley-Stadion) - Bohemian Rhapsody - Radio Ga Ga - Hammer to Fall - Crazy Little Thing Called Love - We Will Rock You - We Are the Champions - Video-Einspielung: David Bowie und Mick Jagger - Dancing in the Street - Simple Minds (Philadelphia – JFK-Stadion) - Ghost Dancing - Don’t You (Forget About Me) - Promised You a Miracle - David Bowie (London – Wembley-Stadion) - TVC15 - Rebel Rebel - Modern Love - Heroes - The Pretenders (Philadelphia – JFK-Stadion) - Time the Avenger - Message of Love - Stop Your Sobbing - Back on the Chain Gang - Middle of the Road - The Who (London – Wembley-Stadion) - My Generation - Pinball Wizard - Love Reign o’er Me - Won't Get Fooled Again - Santana (Philadelphia – JFK-Stadion) - Brotherhood - Primera Invasion - Open Invitation - By the Pool / Right Now (mit Pat Metheny) - Videoeinspielung aus Norwegen – All of Us - Elton John (London – Wembley-Stadion) - I'm still standing - Bennie and the Jets - Rocket Man - Don’t Go Breaking My Heart (mit Kiki Dee) - Don’t Let the Sun Go Down on Me (mit Wham!) - Can I Get a Witness - Ashford & Simpson (Philadelphia – JFK-Stadion) - Solid - Reach Out and Touch (Somebody's Hand) (mit Teddy Pendergrass) - Kool & the Gang (Videoaufnahme) - Stand up and Sing - Cherish - Madonna - Holiday - Into the Groove - Love Makes the World Go Round (mit den Thompson Twins) - Freddie Mercury und Brian May (London – Wembley-Stadion) - Is This the World We Created…? - Paul McCartney - Let It Be - Finale in London - Band Aid – Do They Know It’s Christmas? - Tom Petty & the Heartbreakers (Philadelphia – JFK-Stadion) - American Girl - The Waiting - Rebels - Refugee - Kenny Loggins - Footloose - The Cars - You Might Think - Drive - Just What I Needed - Heartbeat City - Neil Young - Sugar Mountain - The Needle and the Damage Done - Helpless - Nothing Is Perfect - Powderfinger - Power Station - Murderess - Get It On - Thompson Twins - Hold Me Now - Revolution (mit Steve Stevens, Madonna) - Eric Clapton (mit Phil Collins am Schlagzeug) - White Room - She’s Waiting - Layla - Phil Collins (mit der Concorde aus London eingeflogen) - Against All Odds - In the Air Tonight - Plant, Page and Jones (alias Led Zeppelin, mit Tony Thompson und Phil Collins am Schlagzeug) - Rock & Roll - Whole Lotta Love - Stairway to Heaven - Crosby, Stills, Nash and Young - Only Love Can Break Your Heart - Tuning - Daylight Again - Duran Duran - A View to a Kill - Union of the Snake - Save a Prayer - The Reflex - Patti LaBelle - New Attitude - Imagine - Forever Young - Stir It Up - Over the Rainbow - Why Can't I Get It Over - Hall & Oates - Out of Touch - Maneater - Get Ready (mit Eddie Kendricks) - Ain't Too Proud to Beg (mit David Ruffin) - The Way You Do The Things You Do (Gesang Eddie Kendricks) - My Girl (Gesang David Ruffin) - Mick Jagger - Lonely at the Top - Just Another Night - Miss You - Mick Jagger und Tina Turner - State of Shock - It’s Only Rock ’n’ Roll - Bob Dylan, Ron Wood und Keith Richards - Ballad of Hollis Brown - When the Ship Comes In - Blowin’ in the Wind - Finale in Philadelphia - USA for Africa – We Are the World |

## Sonstiges
Das John F. Kennedy Stadium befand sich am Ort des heutigen Wells Fargo Centers. Wenige Tage nach dem Grateful-Dead-Konzert vom 7. Juli 1989 wurde das Stadion wegen schwerer Sicherheitsmängel mit sofortiger Wirkung geschlossen und im September 1992 abgerissen.

## DVD-Veröffentlichung
Am 8. November 2004 wurde ein 4-DVD-Set der Auftritte mit Multi-Channel Surround Sound unter Warner Music Group veröffentlicht.

### Auszeichnungen für Musikverkäufe
| Land/Region                  | Auszeichnungen für Musikverkäufe (Land/Region, Auszeichnung, Verkäufe) | Verkäufe  |
| ---------------------------- | ---------------------------------------------------------------------- | --------- |
| Australien (ARIA)            | 2× Platin                                                              | 30.000    |
| Kanada (MC)                  | 2× Diamant                                                             | 200.000   |
| Neuseeland (RMNZ)            | 6× Platin                                                              | 30.000    |
| Österreich (IFPI)            | Gold                                                                   | 5.000     |
| Portugal (AFP)               | 4× Platin                                                              | 32.000    |
| Schweiz (IFPI)               | Platin                                                                 | 6.000     |
| Vereinigte Staaten (RIAA)    | 10× Platin                                                             | 1.000.000 |
| Vereinigtes Königreich (BPI) | 6× Platin                                                              | 300.000   |
| Insgesamt                    | 1× Gold · 29× Platin · 2× Diamant ·                                    | 1.603.000 |